# Грабов (Ивано-Франковская область)
Грабов (укр. Грабів) — село в Долинской городской общине Калушского района Ивано-Франковской области Украины.
Население по переписи 2001 года составляло 1723 человека. Занимает площадь 23,728 км². Почтовый индекс — 77623. Телефонный код — 03474.